# Sherston
Sherston est un village du Wiltshire, en Angleterre. Il est situé à environ huit kilomètres à l'ouest de la ville de Malmesbury. Au moment du recensement de 2011, il comptait 1 639 habitants.